# Línea B (Trolebús)
La línea B de trolebuses es una línea, que se caracteriza de las otras dos ya que es la única que es cubierta por unidades articuladas, perteneciente al servicio de trolebuses de la ciudad de Córdoba (Argentina). Esta es operada por la empresa municipal T.A.M.S.E..

## Proyectos
Durante el año 2008 se dieron una serie de proyectos para el servicio de trolebuses que incluía 25 coches nuevos y la extensión de esta línea hasta la rotonda "El Tropezón" en Barrio Don Bosco.

## Recorrido
Servicio diurno 
Desde B° Alto Alberdi a B° Pueyrredón
Ida:  De Bv. D. Zípoli y Av. Colón por ésta – Av. Emilio Olmos – Av. 24 de Setiembre – Av. Patria hasta Padre Luis Monti.
Regreso:  De Padre Luis Monti y Av. Patria por ésta – Sarmiento – Bv. Guzmán – Lima – Santa Rosa – Avellaneda – Av. Colón – Esperanto – Santa Rosa – Bv. D. Zípoli hasta Av. Colón.